# Arend Jan Westerman
Arend Jan Westerman (Dalfsen, 6 december 1884 - Amsterdam, 12 oktober 1966), was een Nederlands architect.

## Leven en werk
In 1910 studeerde Westerman af aan de Industrieschool in Zwolle. Vervolgens werkte Westerman een jaar op het architectenbureau van G.A. Beltman te Enschede.

### Dienst der Publieke Werken
Tussen 1914 en 1922 was hij werkzaam bij de Dienst der Publieke Werken te Amsterdam. Daarna bouwde hij voornamelijk woningbouwcomplexen - meestal voor particuliere ondernemers en zelden voor woningbouwverenigingen - waarvan het merendeel in Amsterdam en Den Haag staat.De openbare werken van Westerman uit zijn periode in dienst van de gemeente Amsterdam waren, zoals het bij de Dienst der Publieke Werken in de jaren 1910 gebruikelijk was, gebouwd in een stijl die nauw verwant was aan de Amsterdamse School. Voorbeelden zijn het bemalingsgebouw aan de Amsteldijk (1919), de badhuizen aan de Diamantstraat 134 (1926) en op het Boerhaaveplein (1921), de Vierde Ambachtsschool aan de Postjesweg (1922) en de 1e Openbare HBS en de 2e Openbare Handelsschool aan beide kanten van de Pieter Lodewijk Takstraat (1924), tegenwoordig beide in gebruik bij het Berlage Lyceum.
Nadien werd zijn stijl, in overeenstemming met de ontwikkelingen binnen de Amsterdamse School, strakker en eenvoudiger. In 1927 werd een blok woningen aan het Galileiplantsoen 17 - 35 te Amsterdam opgeleverd waarbij hij alleen de gevels van ontwierp. Huibert van Saane maakte de bouwkundige tekeningen; alles in opdracht van N.V. Bouw Mij "Schebra I" waar Cornelis Pieter van der Schee (1892- 1966) de directeur van was.

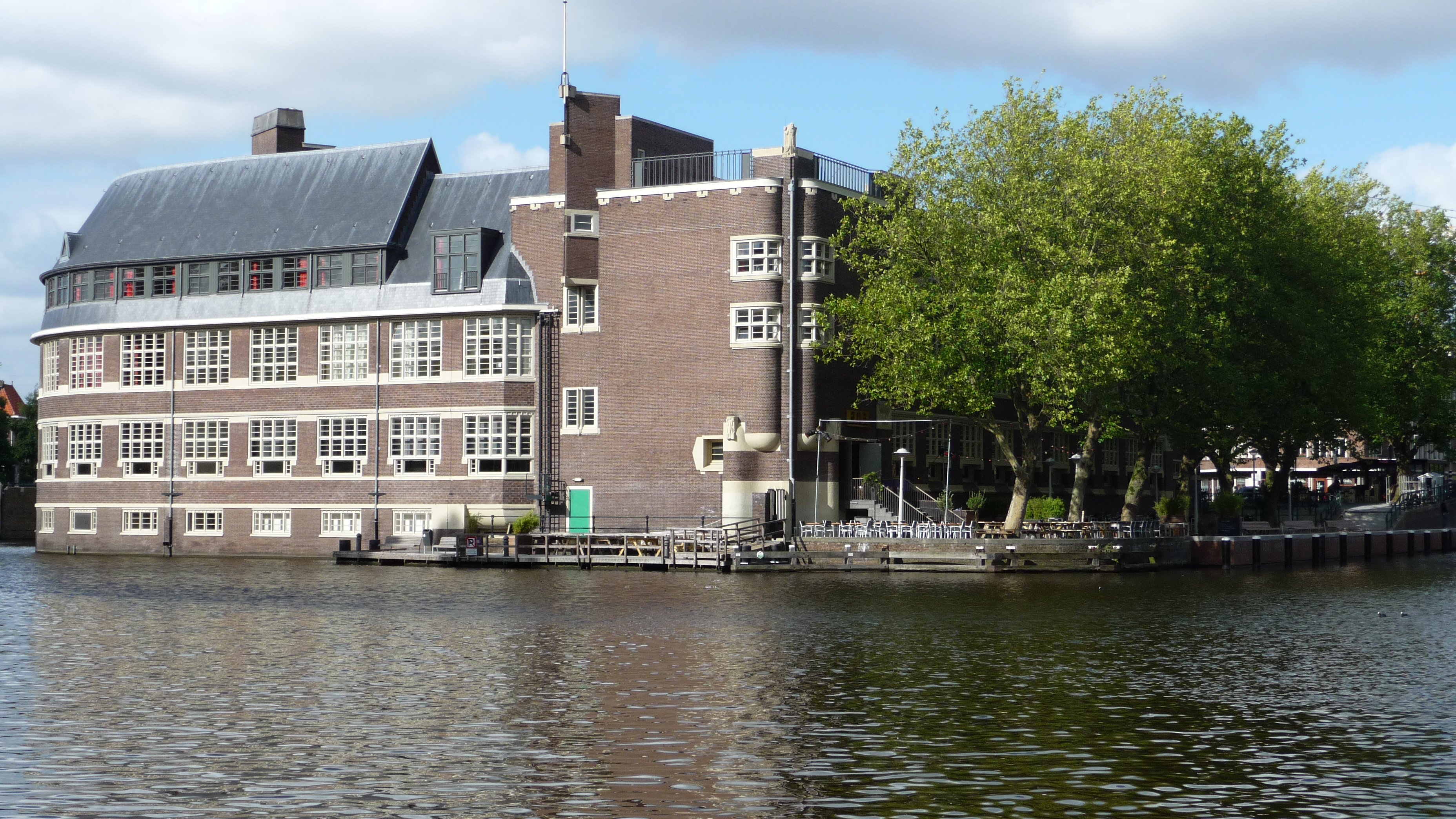
Vierde Ambachtsschool
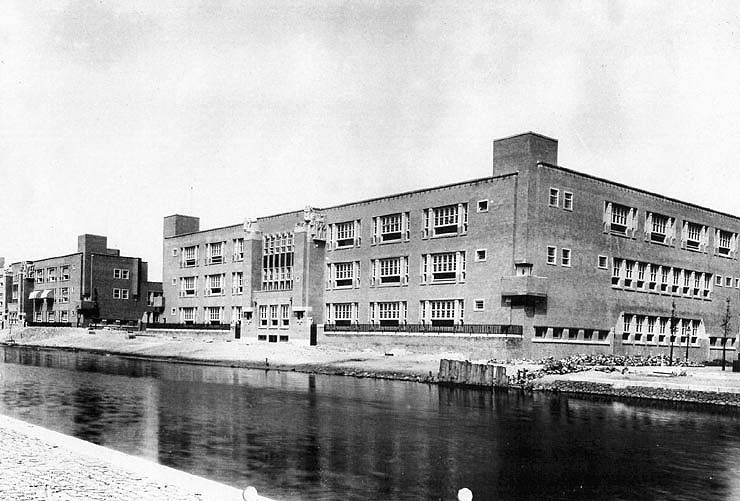
Berlage Lyceum

### Den Haag
In 1924 ontwierp hij de monumentale winkelgalerij op de hoek van de Haagse Laan van Meerdervoort en de Fahrenheitstraat, die op de plaats kwam van de afgebroken hopjesfabriek van Rademaker. Het gebouw is uitgevoerd in gele baksteen met kenmerkende zwarte sierelementen. Twee jaar later ontwierp hij een winkelcomplex dat op korte afstand verrees, op de hoek Fahrenheitstraat-Thomsonlaan, eveneens van gele baksteen, met een doorlopende winkelpui van donker hout. Beide complexen zijn voorzien van een opvallend verhoogd blok dat bekroond werd met een lichtreclame.
Ook in 1927 ontwierp Westerman een huizenrij aan de Haagse Pioenweg en de Daal en Bergselaan bij de Bosjes van Pex-Wapendal op een duinrand, waardoor de voorkant drie woonlagen heeft en de achterkant vier. Deze huizen de vormden het eerste woonblok in Den Haag dat voorzien was van een inpandige garage. Vier jaar later werd het complex aan de Fahrenheitstraat voltooid met het West End-theater, door Westerman tot een eenheid gesmeed met de beide andere complexen door het gebruik van de gele baksteen.

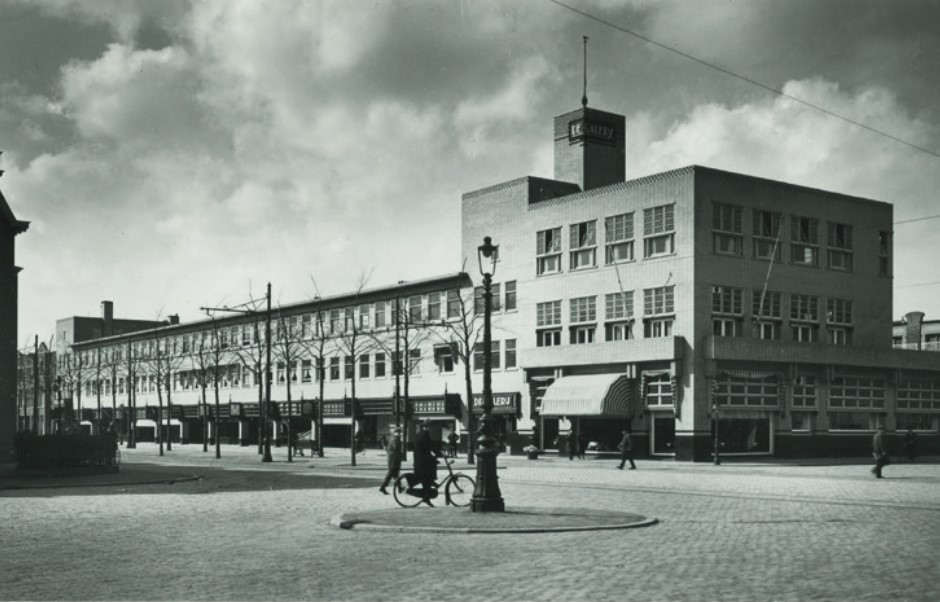
Winkelgalerij hoek Laan van Meerdervoort en de Fahrenheitstraat
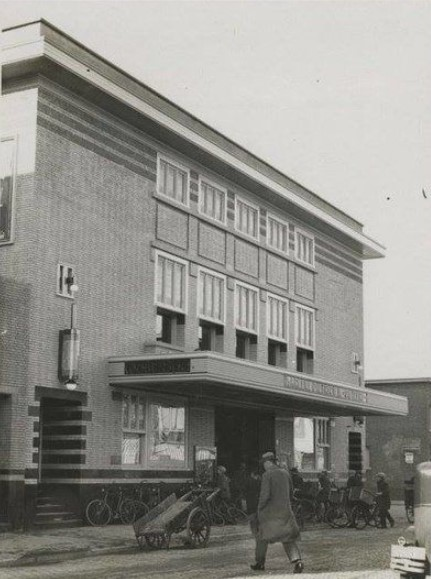
West End, een 'geluidstheater'

### Latere werken
Tot circa 1938 bouwde hij enkele honderden woningen in blokbouw in Amsterdam-West en -Zuid, om vervolgens in twee jaar tijd en in een nog eenvoudiger stijl zo'n 200 etagewoningen in Bos en Lommer (bijvoorbeeld Sanderijnstraat) neer te zetten. Kenmerkend voor al dit werk zijn de platte daken en een bijzondere manier van roedeverdelingen in de raampartijen.Na de oorlog was Westerman weinig productief meer. Zijn bekendste naoorlogse ontwerp was het kantoor van de Belgische Assurantiemaatschappij 'A.G. van 1830' aan het Kleine-Gartmanplantsoen te Amsterdam. Ook het gebouw van Uitgeversmaatschappij Elsevier aan de Spuistraat was van zijn hand.

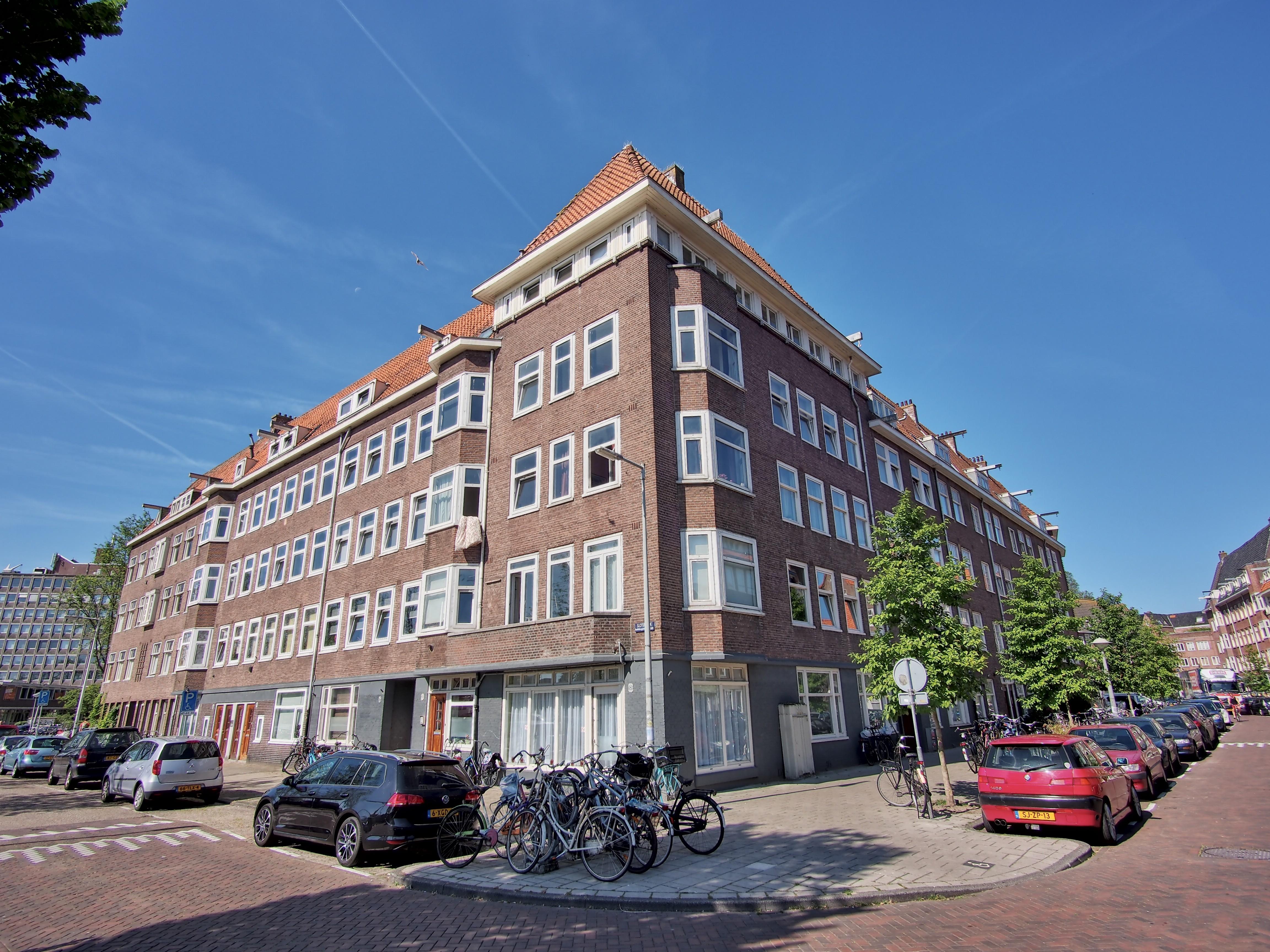
Woningbouw Sloterkade hoek Rietwijkerstraat
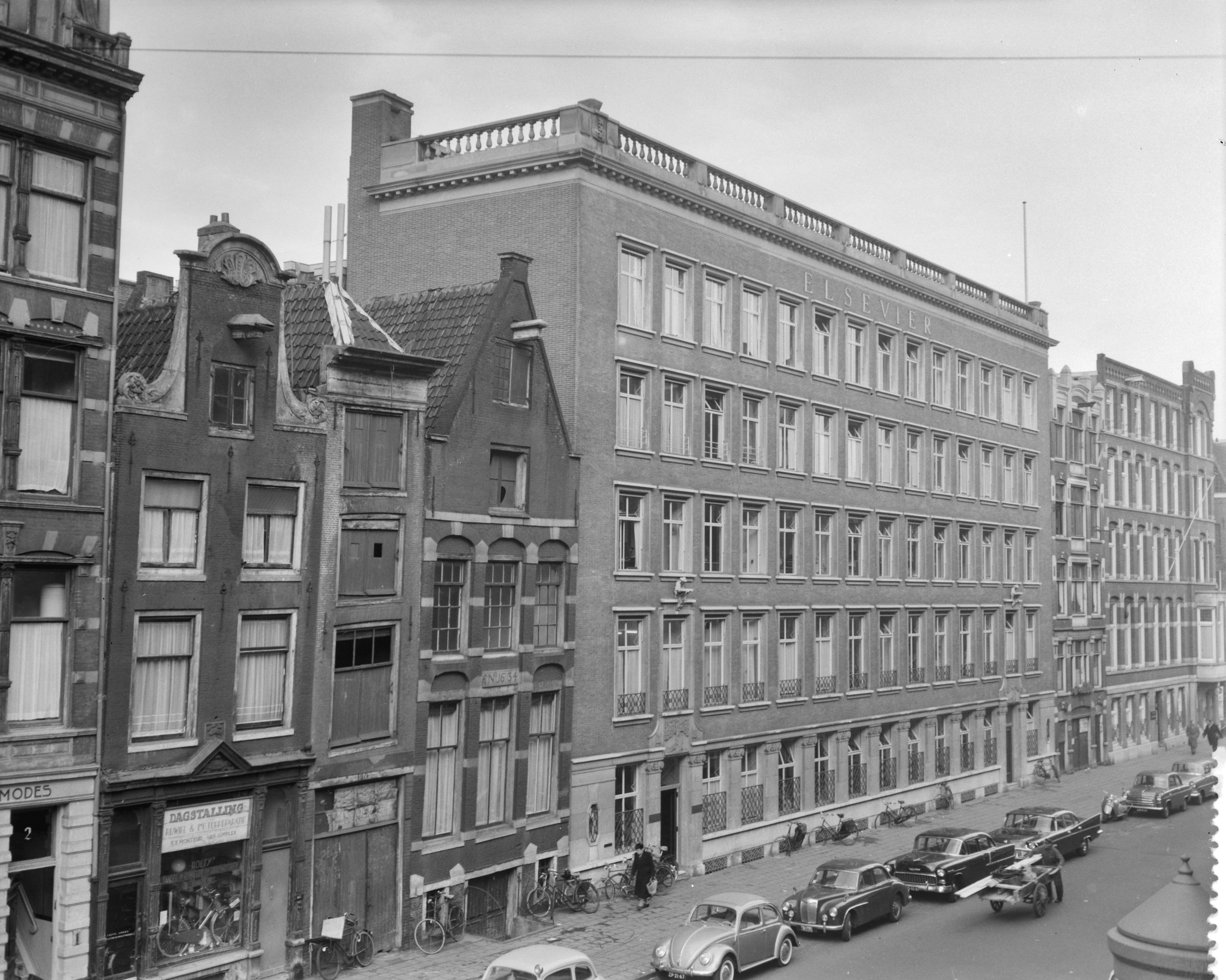
Gebouw Elsevier Spuistraat

## Eer
De gemeente Amsterdam vernoemde in december 2017 de Arend Westermanbrug naar hem, gelegen tegenover zijn Ambachtsschool.